# Gabriel III
Gabriel III (en grec Γαβριὴλ Γ') va ser patriarca de Constantinoble de l'any 1702 fins al 1707.
Va néixer a Esmirna (actual Izmir), i de molt jove es va ordenar sacerdot, adquirint una bona educació. Va ser metropolità de Calcedònia i nomenat patriarca de Constantinoble el 29 d'agost de 1702. Per indicació del Sant Sínode va regular diverses qüestions de dret canònic referents al dejuni la confessió, els requisits per la celebració de matrimonis i altres. L'any 1704 va censurar en una encíclica les traduccions que s'havien fet al grec koiné i que havia publicat una societat anglesa.
L'any 1706 va fundar una escola a Esmirna. Va perseguir el proselitisme que feia l'Església Catòlica a les illes Cíclades, i va morir el 25 d'octubre de 1707.